# Kronprinsessan (TV-serie)
Kronprinsessan är en svensk dramaserie baserad på Hanne-Vibeke Holsts roman med samma namn som visades februari-mars 2006 av SVT, och handlade om en miljöminister i Sveriges regering. En tv-version av uppföljaren Kungamordet visades på SVT i februari-mars 2008.
Serien handlar om Charlotte Ekeblad (Alexandra Rapaport) som plötsligt blir miljöminister i en fiktiv socialdemokratisk regering i början av 2000-talet. Som ung och kvinnligt statsråd möter hon motstånd från både familj, medarbetare och pressen.

## I rollerna
| Alexandra Rapaport   | – Charlotte Ekeblad                |
| Ulf Friberg          | – Thomas Ekeblad                   |
| Kenneth Milldoff     | – Statsminister Per Viksten        |
| Reine Brynolfsson    | – Finansminister Gert Jakobsson    |
| Susanne Reuter       | – Utrikesminister Elizabeth Meyer  |
| Daniel Götschenhjelm | – Jacob Steen                      |
| Peter Schildt        | – Henrik Sand                      |
| Morgan Alling        | – Magnus Svensson                  |
| Ida Wahlund          | – Louise Kramer                    |
| Sten Elfström        | – Jordbruksminister Hans Bengtsson |
| Peter Engman         | – Jesper Anell                     |